# Alicún
Alicún er en by og kommune i det sydøstlige Spanien i provinsen Almería. Den har et indbyggertal på 215 (2024) indbyggere.